# Жечиця (Свебодзінський повіт)
Жечиця (пол. Rzeczyca, нім. Rietschütz) — село в Польщі, у гміні Свебодзін Свебодзінського повіту Любуського воєводства.
Населення — 501 особа (2011).
У 1975-1998 роках село належало до Зеленогурського воєводства.

## Демографія
Демографічна структура станом на 31 березня 2011 року:
|          | Загалом | Допрацездатний вік | Працездатний вік | Постпрацездатний вік |
| -------- | ------- | ------------------ | ---------------- | -------------------- |
| Чоловіки | 242     | 43                 | 189              | 10                   |
| Жінки    | 259     | 54                 | 161              | 44                   |
| Разом    | 501     | 97                 | 350              | 54                   |